# Gótikus pajzsok

A korai gótikus, avagy klasszikus ívelt oldalú háromszögű pajzs (en: heater 'vasaló-pajzs') szabályos szerkesztési módja

Ászár címere

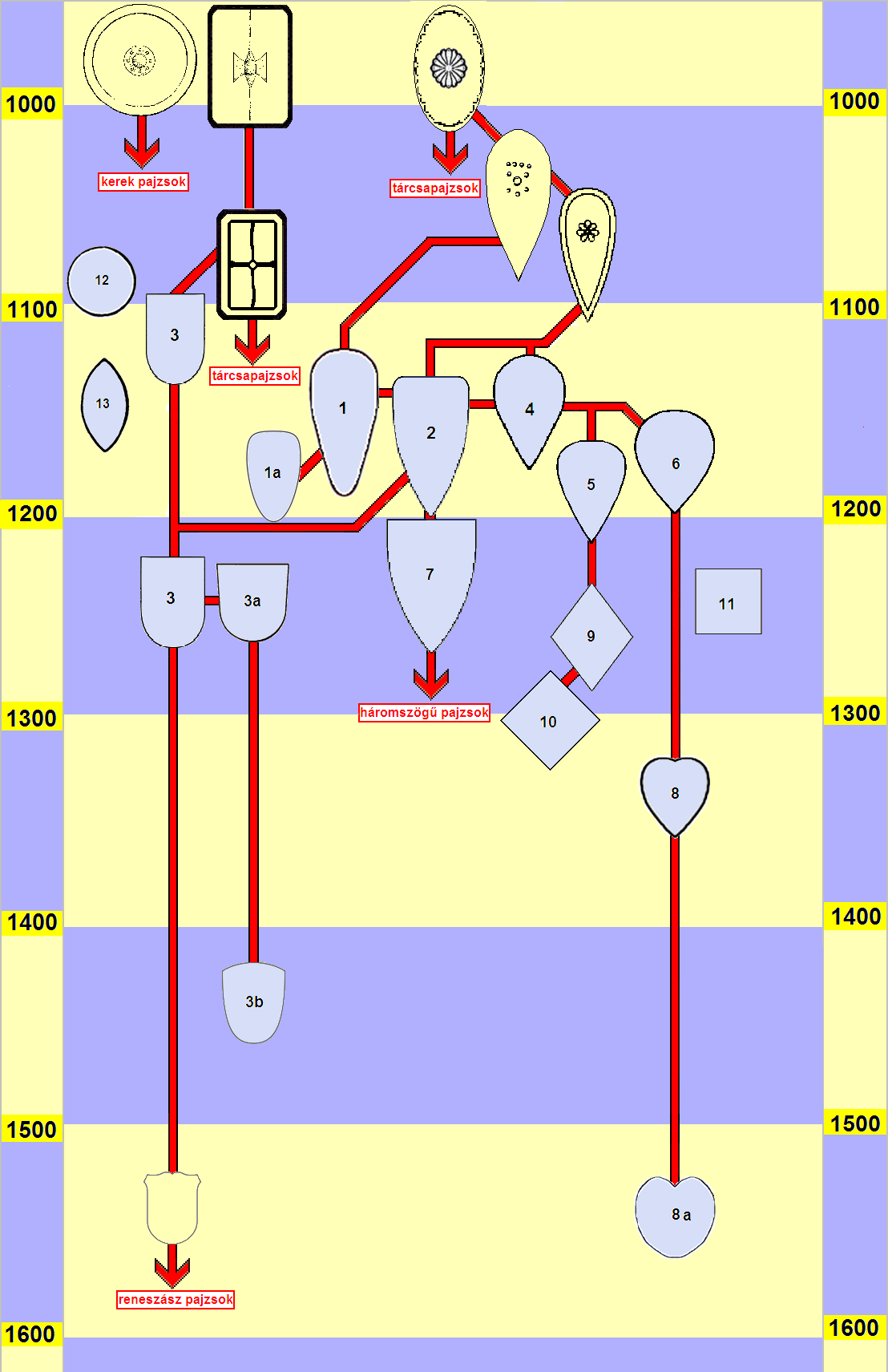
A gótikus pajzsok kialakulásának vázlata: 1. mandulal alakú pajzs (Franciaország, Németország, a 12. sz. második fele), 2. hegyesvégű pajzs (a háromszögű pajzsok előfutára; fr, en, de), 3. doborpajzs (es, fr, en, de, it, hu, pl, cs), 4. mandula alakú, normann pajzs (főként Anglia és Északnyugat-Franciaország, a 12. sz. második fele), 5. csigaház-pajzs (főként Németország, 1180-as évek eleje, 1210), 6. csigaház-pajzs (Németalföld, a 12. sz. vége), 7. nagy háromszögű pajzs (fr, en, es, de), 8. szív alakú pajzs (fr, de, nl). 9. rutapajzs (Franciaországban a 13. sz. 2. fele), 10. harántnégyzet alakú rutapajzs, 11. négyszögpajzs (Franciaországban a 13. sz. 2. fele), 12. heraldikai kerek pajzs (9-12. sz.), 13. mandorlaalkú pajzs

A gótikus pajzsok vagy csúcsíves pajzsok a gótika korának különféle pajzsformái. Az élő heraldika korának legkorábbi hadi és heraldikai pajzsai voltak. A 12-13. században alakultak ki és terjedtek el. A csatában még ténylegesen is használták. Szűkebb értelemben a klasszikus gótikus pajzs (en: heater), az ívelt oldalú háromszögű pajzs megnevezése.
Ide tartozik a háromszögű pajzs és a doborpajzs. Ezek ma is népszerű pajzsok. Emellett a reneszánsz kora előtt ide kell sorolnunk mindenféle olyan pajzsformát is, melynek megjelenése a heraldikai gótika korára esik (1150-1400).
A legrégibb pajzsforma a kerek pajzs volt. Ez már a preheraldikus pecséteken is előfordul. Ilyen pl. Arnulf király (893), Ottó császár (941), valamint Henrik (1098) és Sigfrid (1115) palotagróf (comes palatinus) pecsétje. Ezt követi a mandorla alakú pajzs, mely 1200 és 1300 között előfordul az Arnsberg grófok pecsétjein, de főleg főpapi és egyházi pecséteknél használták 1140 és 1300 között, valamint az előkelő hölgyek pecsétjein is előfordul ugyanebben az időben.
Az ancile már az ókorban is használt kerek, körben kirovátkolt pajzsforma volt. A középkorban a körpajzs (de: Rondel) kör alakú pajzs (de: Rundschild) volt, melynek közepén erős plasztikus kidudorodás található.
A pecséteken előfordul a négyzet vagy négyszög alakú pajzs (fr: écu en bannière, it: scudo banderese, de: Bannerschild). Pusztán heraldikai pajzsforma. Eredetileg felállított téglalap alakú zászlón szereplő címer volt. A pecséteken kezdetben a zászlórúddal együtt ábrázolták. Ezek a bandériumi zászlók megjelenítései. Franciaországban a 13. század második felében elmaradt a zászlórúd és a zászlórész fokozatosan négyzet alakú pajzzsá alakult, hogy jobban kitölthesse a pecsétmezőt. Olaszországban tornapajzsnak (scudo da torneo) is nevezik és a szélessége 7 egységnyi volt, míg a magassága 8 egységnyi, de valódi négyzet is lehetett. Az ún. zászlós lovagok (it: cavalieri banderesi, fr: chevaliers bannerets, en: knight banneret) pajzsa volt, akik a saját zászlójuk alatt vazallusaikat vezették a csatába. Főleg a 14-15. században volt gyakori. Franciaországban elsősorban a nők és a főurak használták, akik a (hűbér)birtokaik, nem a családjuk címerét akarták rajta ábrázolni. Négyszögű pajzs van például Garai Miklós nádor 1401. évi pecsétjén.
Magyarországon a 14. században kör, háromszög és ovális alakú pajzsokat használtak. Előfordult a lekerekített háromszög, illetve háromszög alakú pajzs, mint a svábfalvi festményen vagy levél alakú, mint Maksán. Gelencén hatszögű pajzsforma látható (mely a 14. századra jellemző a csöbörsisakkal együtt), akárcsak a martonházi falkép gyalogsági pajzsa. Miként azt a Képes krónika miniatúrái is igazolják, a gótikus pajzsok közé kell sorolnunk a tárcsapajzsot és a rutapajzsot is. A csücsköstalpú pajzs viszont már inkább a reneszánszhoz tartozik.
A szív alakú pajzs (fr: écu en cœur, de: herzförmige Schilde) tulajdonképpen antiheraldikus pajzs. Ritka pajzsforma volt. Egyes francia pecséteken már a 14. században előfordul. Főleg a polgárság körében volt népszerű. Németalföldön már 1330 táján bukkan fel. Trier szerint egyes német hölgyek használták és a szerelmüket fejezték ki vele férjük iránt, de néha szüzek is viselték. Egyes régi pápai és számos németországi pénzen is megtalálható.
Ezenkívül számos különleges középkori pajzsforma is előfordul, mint a hatszög, nyolcszög, kagylóhéj (Isabelle de Cirey, Vaucouleurs úrnője, Gautier de Joinville felesége, 1298), paletta-, körte-, füge-, virág-, tégla alakú stb.

Különleges alakú gótikus pajzsok
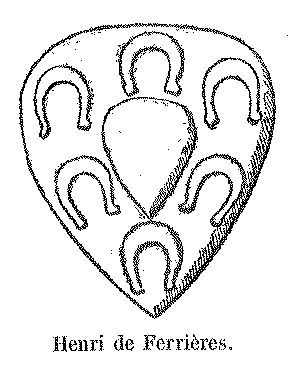
Henri de Ferrières, 1205
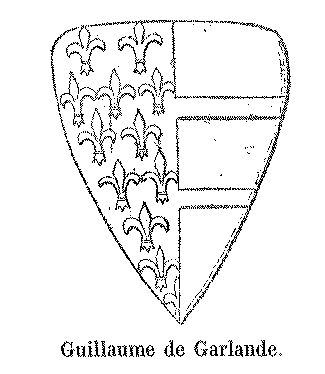
Guillaume de Garlande, 1211
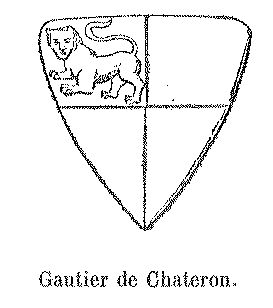
Gautier de Chateron, 1227
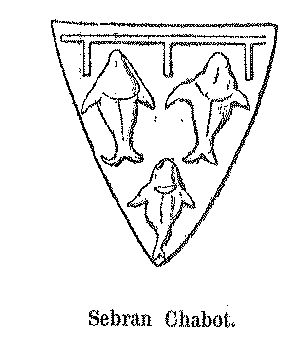
Sebran Chabot, 1269
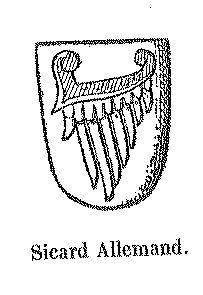
Sicard Allemand, 1248
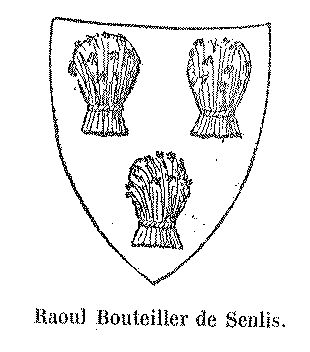
Raoul Bouteiller de Senlis, 1266
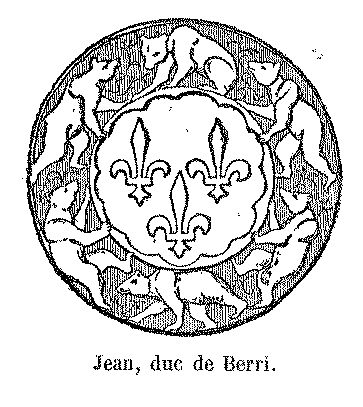
Jean, duc de Berri, 1408 előtt
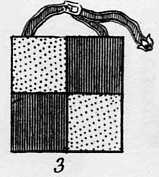
Négyzet alakú pajzs
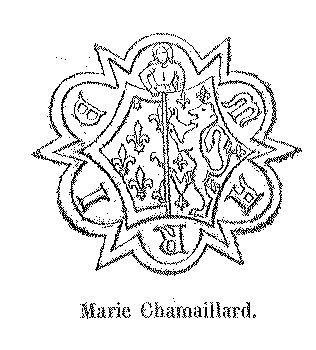
Marie Chamaillard, II. Pierre, Alençon grófjának felesége, 1391, hatszögű pajzs
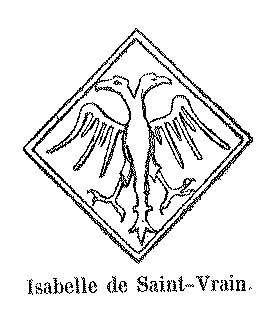
Isabelle de Saint-Vrain place, en 1262
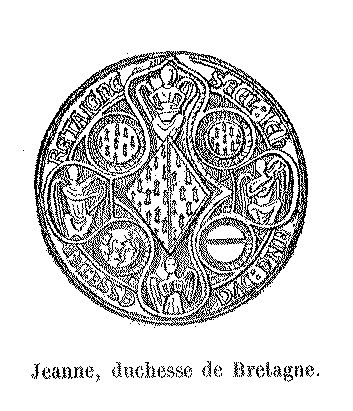
Jeanne, Bretagne hercegnője, Charles de Blois felesége, 1369 (ruta- és kerek pajzsok)
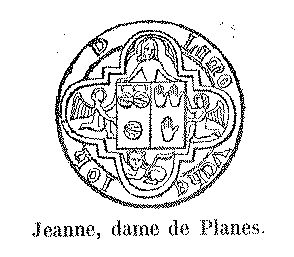
Jeanne, dame de Planes, 1376
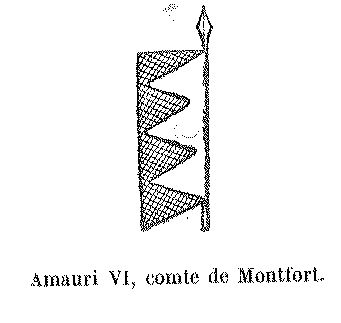
VI. Amauri, Montfort grófja, 1234
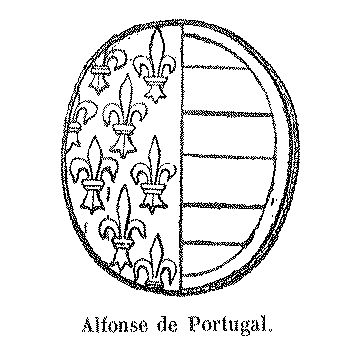
Alfonse de Portugal, Mathilde, Boulogne grófnőjének második férje, 1241, ovális pajzs
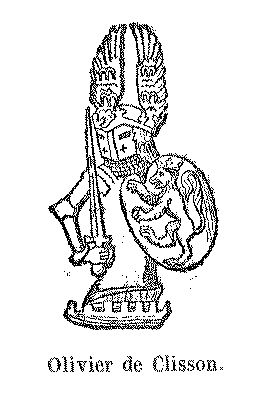
Olivier de Clisson, connétable de France, 1397 paletta alakú (tárcsa)pajzs
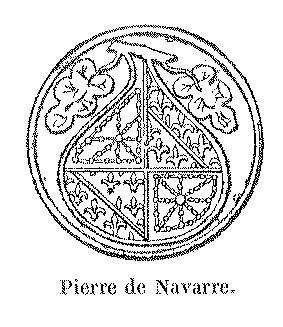
Pierre de Navarre, Mortain grófja, 1404, füge alakú pajzs